# Санта Клоз (Индијана)
Санта Клоз (енгл. Santa Claus) град је у америчкој савезној држави Индијана.

## Демографија
По попису из 2010. године број становника је 2.481, што је 440 (21,6%) становника више него 2000. године.
| Група             | 2000.         | 2010.         |
| Белци             | 2.012 (98,6%) | 2.421 (97,6%) |
| Афроамериканци    | 0 (0,0%)      | 7 (0,3%)      |
| Азијати           | 9 (0,4%)      | 12 (0,5%)     |
| Хиспаноамериканци | 14 (0,7%)     | 33 (1,3%)     |
| Укупно            | 2.041         | 2.481         |